# Чынбаева, Асель Рыспековна
Асель Рыспековна Чынбаева (род. 7 мая 1974, Кара-Балта, Киргизская ССР) — киргизский юрист и государственный деятель. В прошлом — министр юстиции Киргизской Республики с 3 февраля по 13 октября 2021 года.

## Биография
Родилась 7 мая 1974 года в городе Кара-Балта Чуйской области.
В 1996 году окончила Киргизский государственный национальный университет по специальности «правовед».
В 1998 году работала общественным помощником депутата Законодательного собрания Жогорку Кенеша. В 1998—2000 годах работала ведущим специалистом в правовом департаменте мэрии города Бишкек, с марта по ноябрь 2000 года — юристом в правовом проекте "Правовая помощь сельскому населению Швейцарской ассоциации международного сотрудничества «Хелвитас» (Helvetas), в 2001 году — юристом в ассоциации «Альянс-Транс».
В 2001—2004 годах работала ведущим специалистом в отделе кадровой, правовой работы и контроля исполнения в Министерстве транспорта и коммуникаций, с 2004 года по октябрь 2006 года — заведующей сектором юридической работы в отделе организационно-кадровой и правовой работы в Министерстве транспорта и коммуникаций, с октября 2006 года по май 2007 года — исполняющей обязанности заведующего сектором правового анализа юридического отдела Аппарата Премьер-министра, с мая 2007 года по ноябрь 2009 года — экспертом отдела правового обеспечения и кадровой службы Аппарата Правительства, с ноября 2009 года по апрель 2010 года — заместителем заведующего отделом правовой поддержки Аппарата Правительства, с мая 2010 года по май 2015 года — экспертом отдела правового обеспечения Аппарата Правительства, с мая 2015 года по 18 января 2017 года — главным экспертом отдела экспертизы и правового обеспечения Аппарата Правительства, с 18 января по сентябрь 2017 года — заведующей сектором кодификации отдела экспертизы и правового обеспечения Аппарата Правительства, с сентября по ноябрь 2017 года — заместителем заведующего отделом экспертизы и правового обеспечения Аппарата Правительства, с ноября 2017 года по 2019 год — заместителем заведующего отделом правовой экспертизы Аппарата Правительства. С 2019 года по февраль 2021 года работала заведующей отделом правовой экспертизы Аппарата правительства.
3 февраля 2021 года получила портфель министра юстиции в правительстве Улукбека Марипова. 12 октября президент Киргизии Садыр Жапаров отправил правительство в отставку.
Имеет классный чин «Советник государственной службы» 2 класса.